# Zemětřesení v Lu-tienu 2014

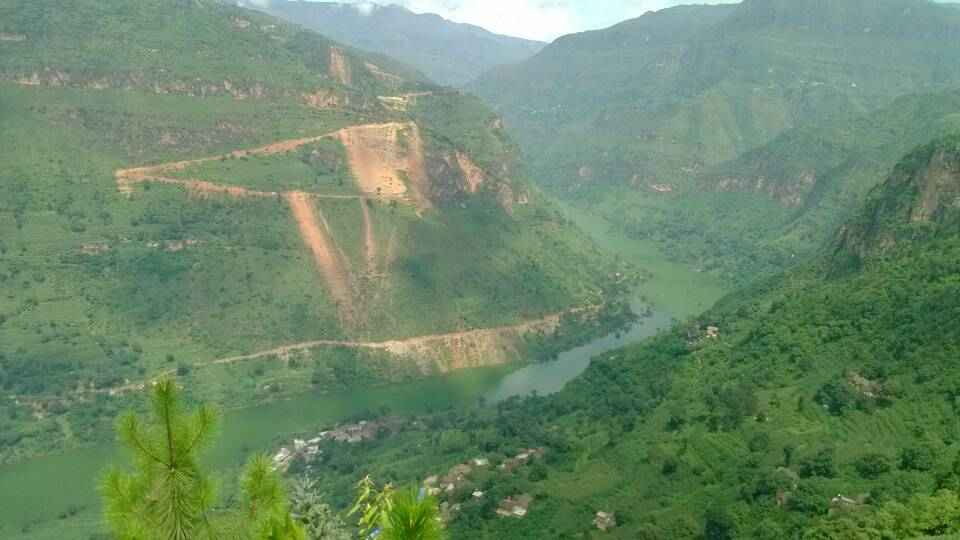
Přehradní jezero na řece Jiulan po zemětřesení v Ludianu

Zemětřesení v Lu-tienu v roce 2014 proběhlo v okrese Lu-tien, v městské prefektuře Čao-tchung v provincii Jün-nan v Čínské lidové republice. K zemětřesení došlo 3. srpna 2014 a mělo sílu 6,1 na momentové stupnici. Při zemětřesení zahynulo bezmála 600 lidí, zničeno bylo přes dvanáct tisíc převážně cihlových budov a dalších třicet tisíc poškozeno. Výrazně zasaženy byly i okresy Čchiao-ťia a Chuej-ce (spadající pod městskou prefekturu Čchü-ťing). Otřesy byly ovšem cítit až v Kchun-mingu, hlavním městě provincie, i v sousedních provinciích Kuej-čou a S’-čchuan.